# Spreestein-Klasse
Die als Spreestein-Klasse bezeichnete Schiffsklasse war eine Baureihe von sechs Frachtschiffen des Norddeutschen Lloyd (NDL), die zwischen 1957 und 1959 in Dienst gestellt wurden.

## Geschichte

### Bau
Nach der weitgehenden Lockerung der Schiffbaubeschränkungen des Potsdamer Abkommens baute der Norddeutsche Lloyd ab 1950 seine Frachtschiffsflotte erneut auf. Angefangen mit Baureihen wie der Rheinstein-Klasse und Zukäufen wuchs die NDL-Flotte wieder kontinuierlich. 1956 bestellte der Norddeutsche Lloyd vergrößerte und weiterentwickelte Nachbauten der Rheinstein-Klasse für den Mittelamerika-Dienst bei den Werften Bremer Vulkan und Atlas-Werke. Am 20. Mai 1957 konnte die Reederei das Typschiff Spreestein von der Werft übernehmen. Am 22. Dezember 1959 wurde das letzte Schiff des Sextetts, die Nabstein abgeliefert. Die Atlas-Bauten Nabstein und Lechstein waren etwas größer als die vier Vulkan-Bauten und besaßen ein zusätzliches Paar Ladepfosten an der Achterkante des Deckshauses.

#### Rettungsboote

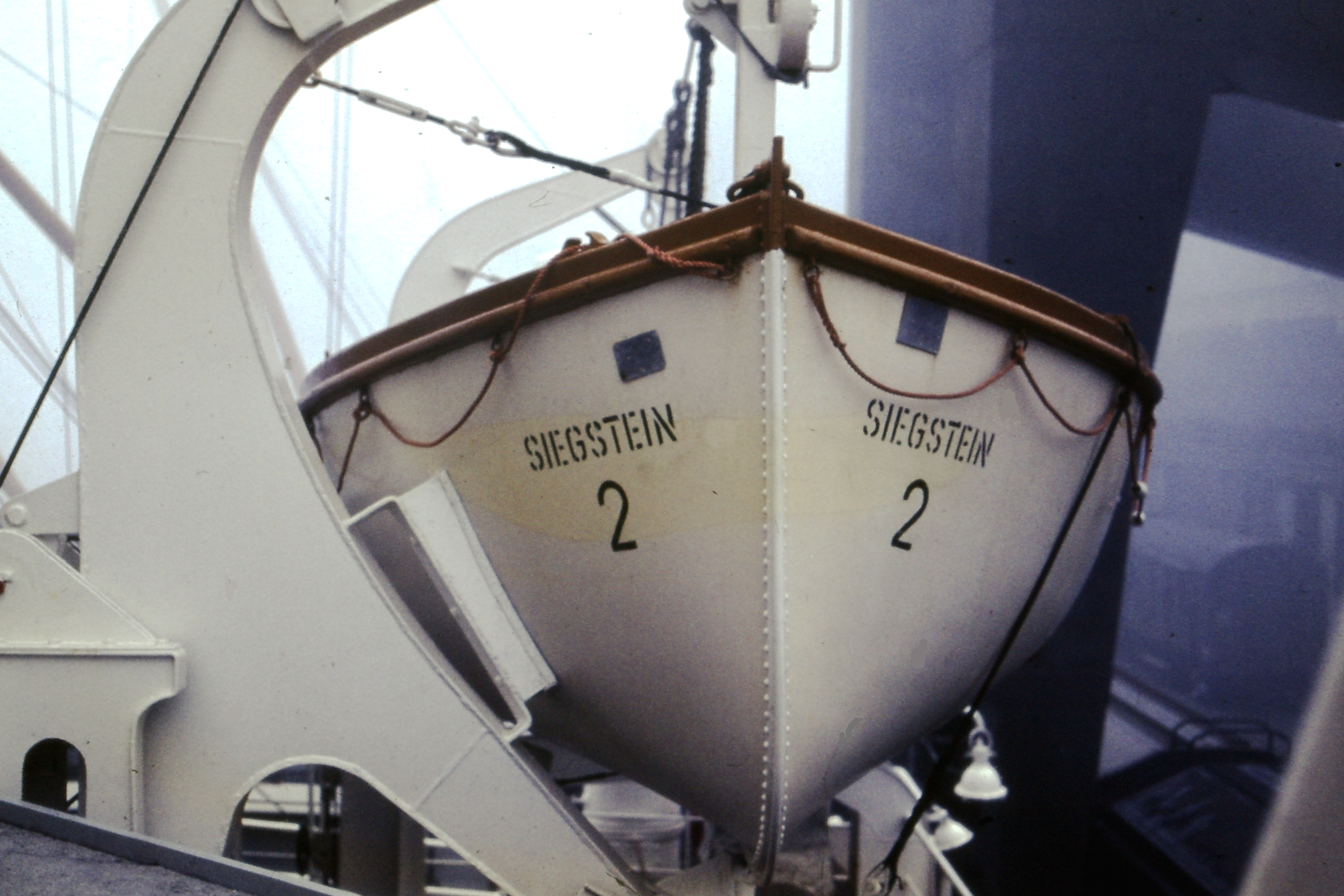
Backbord-Rettungsboot der Siegstein 1966

Der Norddeutsche Lloyd verwandte bei dieser Schiffsklasse erstmals Kunststoffrettungsboote, nachdem man knapp 50 Jahre nach einer Alternative zum bisherigen Baumaterial Holz gesucht hatte. Metall zeigte zwar Vorteile bzgl. der Festigkeit und Resistenz gegenüber Feuer, Kunststoff wurde aber als nahezu ideales Material angesehen, welches deutlich mehr Nachteile der Holzfabrikation auffing. So genügte die Lebensdauer der Metallboote nicht den Ansprüchen. Der glasfaserverstärkte Kunststoff wurde von der See-Berufsgenossenschaft und von dem Germanischen Lloyd ausführlich geprüft und die Erprobung des GFK-Bootes auf dem Linienfrachter Spreestein verlief unter der Aufsicht dieser Gesellschaften äußerst positiv, so dass sie auch weiter eingesetzt wurden.

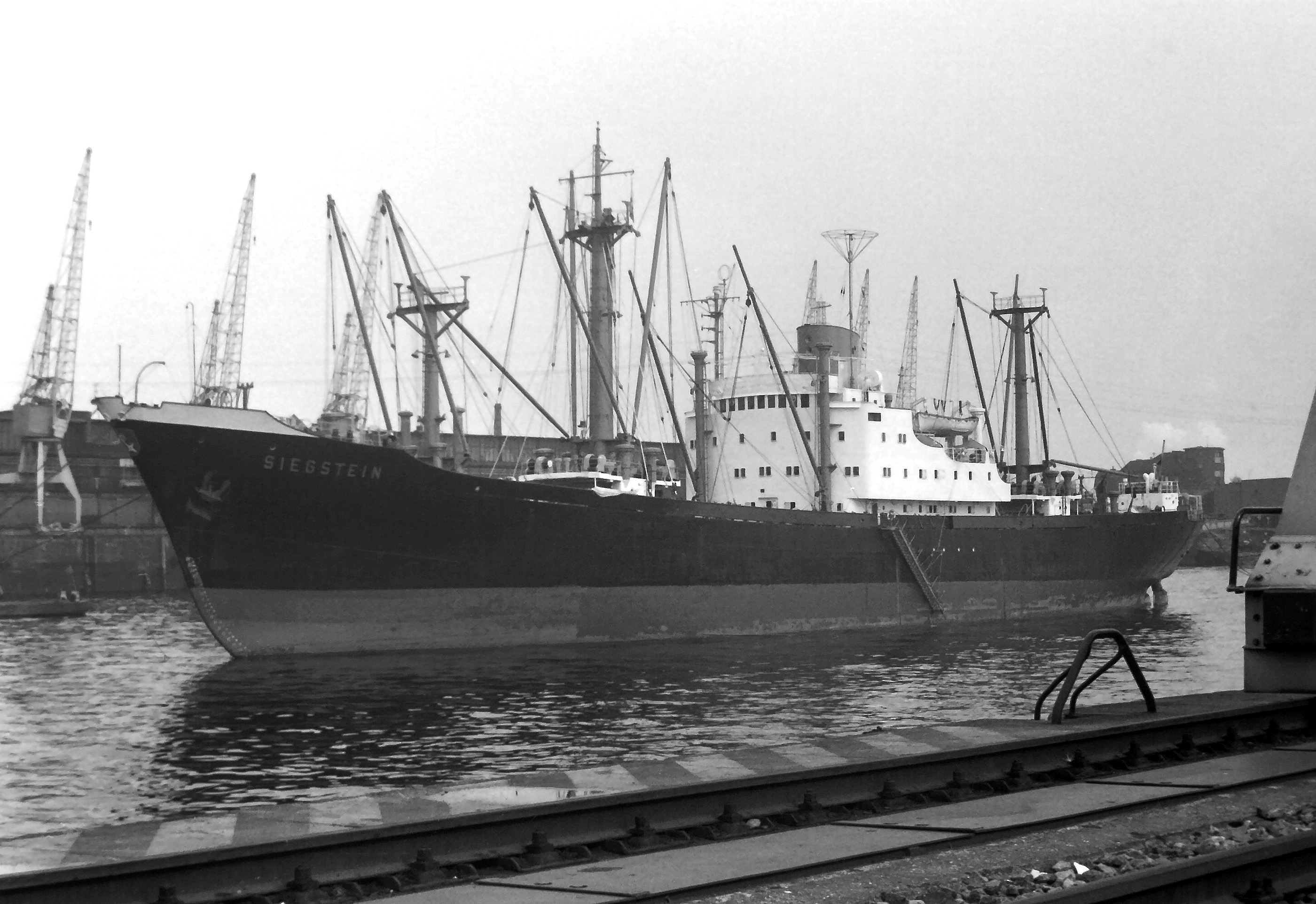
Siegstein 1968 in Hamburg

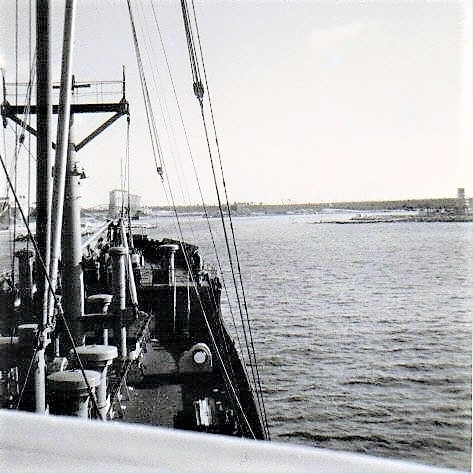
Die Illstein auf dem Mississippi mit Ziel New Orleans 1964

### Einsatz beim NDL
Die Schiffe für den Mittelamerika-Dienst des NDL wurden von Europa nach den Fahrtgebieten Zentralamerika-Westküste, Südamerika-Westküste via Magellanes, Mexiko-Golf, US-Golf, Nordamerika-Ostküste und Kanada-Große Seen und zurück eingesetzt. Jährlich wurden etwa sechs Reisen durchgeführt. In der Hauptsache bestand die Ladung aus Stückgütern aller Art, auch wurden einzelne Schwergutladungen übernommen oder ein oder zwei Passagiere befördert. Die Schiffe gingen bei der Fusion des NDL mit der HAPAG in das gemeinsame Eigentum der neuen Hapag-Lloyd über.

### Spätere Karriere
1972 veräußerte die Hapag-Lloyd die Schiffe an verschiedene Reedereien. Vier Schiffe wurden dabei durch die Reederei Ocean Tramping aus Mogadischu übernommen, die anderen zwei Schiffe (Lechstein, Nabstein) gingen an Tochterunternehmen der Reederei Claus-Peter Offen als Holstendeich und Holstenfleet unter liberianischer Flagge.
Die Schiffe blieben unter verschiedenen Eignern und Namen teils bis in die 1990er Jahre in Fahrt. 1986 wurden die ehemaligen Siegstein als Ocean Mercury, Lechstein als griechische Amalinda und Wiedstein als Mintsung als erste Schiffe abgebrochen.

## Die Schiffe
| Die Frachtmotorschiffe der Spreestein-Klasse | Die Frachtmotorschiffe der Spreestein-Klasse | Die Frachtmotorschiffe der Spreestein-Klasse | Die Frachtmotorschiffe der Spreestein-Klasse | Die Frachtmotorschiffe der Spreestein-Klasse | Die Frachtmotorschiffe der Spreestein-Klasse | Die Frachtmotorschiffe der Spreestein-Klasse |
| -------------------------------------------- | -------------------------------------------- | -------------------------------------------- | -------------------------------------------- | -------------------------------------------- | -------------------------------------------- | -------------------------------------------- |
| Name                                         | Stapellauf                                   | Ablieferung                                  | BauNr.                                       | Vermessung                                   | Bauwerft                                     | Verbleib                                     |
| Spreestein                                   | 12. März 1957                                | 20. Mai 1957                                 | 855                                          | 2998 BRT                                     | Bremer Vulkan, Vegesack                      | Abbruch 1999                                 |
| Siegstein                                    | 11. April 1957                               | 29. Juni 1957                                | 856                                          | 2998 BRT                                     | Bremer Vulkan,                               | 1986 Abbruch in China                        |
| Lechstein                                    | 13. August 1958                              | 12. Dezember 1958                            | 397                                          | 3060 BRT                                     | Atlas-Werke, Bremen                          | 1986 Abbruch in Pakistan                     |
| Illstein                                     | 25. Mai 1959                                 | 11. August 1959                              | 872                                          | 3049 BRT                                     | Bremer Vulkan,                               | Abbruch nach 1991/92                         |
| Wiedstein                                    | 23. Juni 1959                                | 10. September 1959                           | 873                                          | 3049 BRT                                     | Bremer Vulkan,                               | 1986 Abbruch in Xingang                      |
| Nabstein                                     | 18. September 1959                           | 22. Dezember 1959                            | 399                                          | 3660 BRT                                     | Atlas-Werke,                                 | Ab 14. Mai 1991 Abbruch in Aliaga            |